# Gomesa chrysopterantha
Gomesa chrysopterantha är en orkidéart som först beskrevs av Emil Lückel, och fick sitt nu gällande namn av Mark W. Chase och Norris Hagan Williams. Gomesa chrysopterantha ingår i släktet Gomesa och familjen orkidéer. Inga underarter finns listade i Catalogue of Life.